# Ovidio Hernández
Ovidio Hernández Gómez (31 de diciembre de 1933-27 de septiembre de 1976) fue un músico y cantante del popular trío mexicano Los Panchos, donde se desempeñó como primera voz de 1971 a 1976.

## Biografía
Aparece Registrada su biografía en Varios Libros y uno de ellos del reconocido cronista de Poza Rica Leonardo Zaleta fue quien develó el misterio al afirmar que contrariamente a lo que se cree, Ovidio Hernández si nació en Poza Rica y no en Potrero del Llano en la antigua hacienda El Alazán, Municipio de Álamo Temapache, Veracruz. Ahora se sabe que Ovidio Hernández si Nació en Poza Rica, Veracruz, como se sostuvo por largo tiempo, en realidad el cantante que triunfó cuando fue integrante del célebre trío de Los Panchos, nació en Poza Rica  el 31 de diciembre del año de 1934 y falleció en México D.F. el 27 de septiembre de 1976.
De padre con ascendencia francesa y madre mexicana, fue el más pequeño de cinco hermanos. A los 18 años decidió vivir solo y se mudó a una cuartería en la calle Niños Héroes de la Col. Manuel Ávila Camacho, de la ciudad de Poza Rica donde empezó a rodearse de músicos de la época y a destacar por su peculiar voz. No fue sino hasta que el grupo Los Astros lo invita a ser su primera voz, cuando se introduce de lleno en ese oficio recorriendo muchas ciudades de la república. Más tarde se integra al grupo Trio_los_galantes y, dada su calidad interpretativa, en 1971 se suma al reconocido trío Los Panchos. A partir de este hecho se da a conocer internacionalmente, abarrotando centros nocturnos, teatros, estadios, palenques y aceptando tocar en estaciones de radio y estudios de televisión de la época, ocupando los primeros lugares de popularidad. Recorrió Europa, Asia, Estados Unidos, Centro y Sudamérica. Interpretó canciones que aún permanecen en el gusto popular.
Recientemente una tarde el 21 de diciembre en 2008. en Poza Rica de Hidalgo, Ver. se cambió el nombre de la "Plaza Garibaldi" a "Plaza Trio los Panchos" en Memoria del Trío y de su Integrante Ovidio Hernández.

## Deceso
A su regreso de una gira por Colombia enfermó de encefalitis, de la cual falleció en la Ciudad de México el 27 de septiembre de 1976, mientras sus compañeros estaban de gira con Rafael Basurto Lara, a quien se le había dado una suerte de entrenamiento en el repertorio de la agrupación.
Hay un error en el último párrafo. Cuando Ovidio murió, sus compañeros del Trío Los Panchos andaban de gira con el primera voz de Los Soberanos, Efrén Sáenz. Rafael Basurto se incorporó al legendario trío Los Panchos en noviembre de 1976.